# Chikkobanahalli, Molakalmuru
Chikkobanahalli là một làng thuộc tehsil Molakalmuru, huyện Chitradurga, bang Karnataka, Ấn Độ.